# Kaarster Bahnhof
Kaarster Bahnhof ist ein Haltepunkt der S-Bahn Rhein-Ruhr und einer von fünf Schienenverkehrshalten in Kaarst. Er befindet sich an der Bahnstrecke Neuss–Viersen, welche im Bereich des Haltepunkts eingleisig verläuft. Bei der Sanierung der Strecke durch die Regiobahn GmbH wurde der Bahnhof Kaarst 1999 zum Haltepunkt zurückgebaut und umbenannt. Der Haltepunkt ist heute einer von wenigen, die das Wort Bahnhof in ihrem Namen enthalten.

## Geschichte
Der Bahnhof wurde 1878 an der Bahnstrecke Neuss–Viersen als erste Bahnstation in Kaarst eröffnet. Von 1900 bis 1992 wurde Kaarst auch als Güterverkehrsbahnhof genutzt, insbesondere für die benachbarte Kartoffelversteigerung sowie die jenseits des Nordkanals liegende Futtermittelfabrik. Das erste Empfangsgebäude von 1878 wurde 1955 durch ein neues ersetzt, was 1999 bei der Übernahme durch die Regiobahn ebenfalls abgerissen wurde. Die Errichtung des Bahnhofs bedeutete für Kaarst eine Revolution, da er es ermöglichte in Kaarst Gewerbe und Industrie anzusiedeln.
Die Deutsche Bahn wollte die Bahnstrecken Neuss–Viersen und Düsseldorf-Geressheim–Mettmann in den 1990er Jahren aufgrund des verschlissenen Zustands stilllegen. Weil die Bahnlinie zwischen Kaarst und Mettmann jedoch gerade für Berufspendler in Richtung Düsseldorf sehr attraktiv ist, wehrten sich die Bürgermeistereien gegen die Stilllegungspläne. Sie gründeten die Regiobahn GmbH, diese kaufte die Strecke, sanierte sie und stellte sie auf den S-Bahn-Betrieb um. Seitdem verkehrt die von der Regiobahn betriebene Bahnlinie, die S 28 der S-Bahn Rhein-Ruhr von Kaarst nach Mettmann und Wuppertal, über diese Strecke.
Die Regiobahn nannte die Station in Kaarster Bahnhof um, da sie noch drei weitere Stationen in Kaarst betreibt, darunter auch der benachbarte ebenfalls zentral gelegene Haltepunkt Kaarst Mitte/Holzbüttgen. Durch die Umbenennung in Kaarster Bahnhof konnte der Haltepunkt besser von den anderen unterschieden werden.

## Lage und Aufbau
Der Kaarster Bahnhof befindet sich im südlicheren Stadtinneren von Kaarst an der Kreuzung von Büttgener, Kaarster und Neersener Straße südlich des Nordkanals. Die Kaarster Innenstadt besitzt mit dem Haltepunkt Kaarst Mitte/Holzbüttgen einen zweiten Zugang. Der Haltepunkt Kaarster Bahnhof besteht aus einem Seitenbahnsteig, der durch Rampen barrierefrei erreichbar ist. Wie alle Regiobahn-Stationen sind die Bahnsteige rot gehalten. Direkt südlich des Haltepunkts wurden an der Kaarster Straße ein Kiss-and-Ride-Platz mit fünf Stellplätzen und ein Taxistand eingerichtet. Außerdem gibt es am Haltepunkt Fahrradboxen. Neben der Bahnstation befand sich die Gaststätte Holzbüttger Krug, die 2010 für den Parkplatzbau abgerissen wurde.
Zum Bahnhof gehörte auch ein Stellwerk, das seit 1999 außer Betrieb ist.

## Bedienung
Der Bahnhof wird heute durch die S-Bahn-Linie S 28 bedient:
| Linie | Verlauf | Takt                                                                                         |
| ----- | --- | -------------------------------------------------------------------------------------------- |
| S 28  | Kaarster See – Kaarster Bahnhof – Kaarst Mitte/Holzbüttgen – IKEA Kaarst – Neuss Hbf – NE Am Kaiser – NE Rheinpark-Center – D-Hamm – D-Völklinger Straße – D-Bilk – D-Friedrichstadt – Düsseldorf Hbf – D-Flingern – D-Gerresheim – Erkrath Nord – Neanderthal – Mettmann Zentrum – Mettmann Stadtwald – Hahnenfurth-Düssel – W-Vohwinkel – W-Zoologischer Garten – W-Steinbeck – Wuppertal Hbf Stand: Fahrplanwechsel Dezember 2023 | 20 min (wochentags) 20/40 min (Mettmann–Wuppertal wochentags) 30 min (Wochenenden/Feiertage) |

In unmittelbarer Nähe zur S-Bahn-Station befindet sich die Bushaltestelle Neersener Straße/Kaarster Bahnhof. Dort bestehen Umsteigemöglichkeiten zu folgenden Buslinien:
| Linie | Verlauf |
| ----- | --- |
| SB 51 | D-Flughafen Bf 1 – Lichtenbroich, Quartier (n) – Flughafen, Halle 7 → Flughafen Terminal A/B/C 2 ← Flughafen/Maritimplatz → Flughafenverwaltung – Nordfriedhof – Theodor-Heuss-Brücke 3 – Meerbusch-Büderich, Landsknecht – Büderich, Kirche – Kaarst, Maubisstraße ← Kaarst, Rathaus ← Martinuscenter ← Neersener Str./Kaarster Bf → Kaarst, Stadtpark – Kaarst Mitte/Holzbüttgen 4 HVZ: 1–2 alle 15 min, 2–4 alle 30 min; Mo–Fr: 1–2 alle 30 min, 2–4 alle 60 min; Sa alle 60 min; weitere Haltestellen nur zwischen 3 und 4. |
| 860   | Kaarst Am Hoverkamp – Kaarst Rathaus – Neersener Straße/Kaarster Bahnhof – Kaarst-Vorst – Kaarst-Driesch – Kaarst-Büttgen Bf |
| 860/1 | Kaarst Friedhof – Kaarst Rathaus – Neersener Straße/Kaarster Bahnhof – Kaarst-Vorst – Kaarst-Driesch – Kaarst-Büttgen Bf |
| 861   | Ringlinie: Kaarst Neusser Straße – IKEA Kaarst – Holzbüttgen – Neersener Straße/Kaarster Bahnhof – Kaarst Mitte/Holzbüttgen (S) – Kaarst Stadtpark – Kaarst Neusser Straße |
| 866   | Kaarst Lange Hecke – Kaarst Rathaus – Neersener Straße/Kaarster Bahnhof – Kaarst-Vorst – Kaarst-Driesch – Kaarst-Büttgen Bf – Büttgen Berliner Platz |

Die Buslinien SB51 und 860 verkehren als Standardlinien, die Linien 860/1 und 861 als Taxibus und die Linie 866 als Schulbus. Die Linie SB 51 wird von der Rheinbahn betrieben, die übrigen Linien von BVR Busverkehr Rheinland.